# Kálmán C. György
Kálmán C. György (Budapest, 1954. április 22. – 2021. október 17.) magyar irodalomtörténész, egyetemi tanár, kritikus, publicista. Kálmán László nyelvész bátyja, akit egy héttel élt csak túl.

## Életpályája
1972–1974 között az Eötvös Loránd Tudományegyetem Bölcsészettudományi Kar (ELTE BTK) magyar–angol szakos hallgatója volt, de az angol szakot nem fejezte be, és 1974–1977 között ugyanitt végezte a magyar–esztétika szakot.
1977–1978 között a Nemzetközi Előkészítő Intézetben nyelvtanárként dolgozott. 1978–1979 között szakközépiskolai irodalomtanár Budapesten. 1979–1983 között a Magyar Tudományos Akadémia Irodalomtudományi Intézetében könyvtáros. 1983–1986 között a modern irodalmi osztály munkatársa. 1986–1991 között az irodalomelméleti osztály tudományos munkatársa, főmunkatársa. 
1990-től a Literatura szerkesztője, szerkesztőbizottsági tagja. 1990 óta a Janus Pannonius Tudományegyetem irodalomelméleti tanszékén tanított, egyetemi docens, majd egyetemi tanár. 1993 óta a Café Babel szerkesztőbizottsági tagja. 1992–1995 között a Beszélő szerkesztőbizottsági tagja. 1995–1996 között a 2000 olvasószerkesztője volt. A BUKSZ (Budapesti Könyvszemle) szerkesztője 2003 óta. 
2000-ben habilitált a Pécsi Tudományegyetemen, 2021-ben lett az MTA doktora. 1990–2007 között a PTE Modern Irodalomtörténeti és Irodalomelméleti Tanszékén oktatott, 2000–2004 között tanszékvezető egyetemi tanár. A Magyar Tudományos Akadémia Irodalomtudományi Bizottságának titkára volt. Kutatási területe a mai magyar irodalom intézményes-szociológiai meghatározottságai.
2021 októberében, nem sokkal azután, hogy testvére tüdő- és agyrákban meghalt, Kálmán C. György is váratlanul elhunyt. Halálát szívproblémák okozták.

## Művei
- Beszédaktus-elmélet és irodalomelmélet (szerkesztő, Helikon, 1983)
- Újvári Erzsi: Csikorognak a kövek; szöveggond., utószó Kálmán C. György; Szépirodalmi, Bp., 1986
- Az irodalom mint beszédaktus. Fejezet az irodalomelmélet történetéből; Akadémiai, Bp., 1990 (Opus)
- Sinkó Ervin: Az út. Kiadatlan naplók és írások (szerkesztő, 1990)
- Profizmus az irodalomtudományban (szerkesztő, Helikon, 1992)
- Mándy Iván: Budapesti legendák (szerkesztő, 1993)
- Rendszerelvű irodalomtudomány (szerkesztő, Helikon, 1995)
- Te rongyos (elm)élet!; Balassi, Bp., 1998
- A korai avantgárd líra, 1916-1919. Válogatás; vál., utószó Kálmán C. György; Unikornis, Bp., 2000 (A magyar költészet kincsestára)
- Az értelmező közösségek elmélete; szerk. Kálmán C. György; Balassi, Bp., 2001
- Mű- és valódi élvezetek; Jelenkor, Pécs, 2002
- Élharcok és arcélek. A korai magyar avantgárd költészet és a kánon; Balassi, Bp., 2008
- Szóvátétel. Mélyenszántók, színvonalasak, rangosak; Noran, Bp., 2008
- Győrfi Kata–Simon Márton–Kövér András Kövi: Slam.pont 2; bev. Csider István Zoltán, Pion István, kommentárok Kálmán C. György; Libri, Bp., 2015
- „Inkább figyeld talán az irodalmat”. Írások Veres András 70. születésnapjára; szerk. Jeney Éva, Kálmán C. György; Reciti, Bp., 2015
- „Dehogyis terem citromfán”. Irodalomelméleti írások; Balassi, Bp., 2019 (Opus)
- Szórul szóra így igaz. Esszék, kritikák; szerk. Szolláth Dávid, Veres András; Balassi, Bp., 2025

## Díjai, kitüntetései
- Móricz Zsigmond-ösztöndíj (1989)
- Kanyó Zoltán-emlékdíj (1989)
- Az Akadémia Kiadó nívódíja (1991)
- Széchenyi professzor ösztöndíj (1997-2000)
- Soros kritikus díj (1999)
- Alföld-díj (2000)
- A Szépírók Társaságának díja (2003)